# Gora Dideriha
Gora Dideriha är ett berg i Antarktis. Det ligger i Östantarktis. Australien gör anspråk på området. Toppen på Gora Dideriha är 1 375 meter över havet.
Terrängen runt Gora Dideriha är varierad. Trakten är obefolkad. Det finns inga samhällen i närheten.